# Бюрденбах
Бюрденбах (нем. Bürdenbach) — община в Германии, в земле Рейнланд-Пфальц. 
Входит в состав района Альтенкирхен-Вестервальд. Подчиняется управлению Фламмерсфельд.  Население составляет 562 человека (на 31 декабря 2010 года). Занимает площадь 2,81 км².